# Sławomir Zwierzyński
Sławomir Andrzej Zwierzyński (ur. 20 listopada 1966 w Warszawie) – polski szermierz-szpadzista, trener, olimpijczyk z Barcelony 1992.
W trakcie kariery sportowej reprezentował klub Legia Warszawa. Drużynowy mistrz Polski w latach 1988, 1992 oraz wicemistrz w latach 1987, 1989, 1993.
Uczestnik mistrzostw świata w latach 1991, 1993, 1994.
Na igrzyskach w Barcelonie wystartował w turnieju drużynowym szpadzistów (partnerami byli: Maciej Ciszewski, Witold Gadomski, Sławomir Nawrocki, Marek Stępień). Polska drużyna zajęła 12. miejsce.
Po zakończeniu kariery sportowej podjął pracę trenera.